# Харстон (станция)
Железнодорожная станция Харстон (англ. Harston railway station) — железнодорожная станция, бывшая в деревне Харстон (графство Кембриджшир, регион Восточная Англия). Находилась на Кембриджской линии, между станцией Ройстон и Шепретской раззвилкой на Магистрали Западной Англии южнее станции Кембридж. Место нахождения станции Харстон расположено в 9 км (5,5 милях) к юго-западу от станции Кембридж, возле переезда по Стейнс-роуд в Харстоне.
Станция Харстон была открыта Железной дорогой восточных графств 1 апреля 1852 года, на участке, который соединил построенную годом раньше станцию Шепрет с Магистралью Западной Англии возле станции Кембридж. Тем самым образовалась нынешняя Кембриджская линия, по которой Харстон получил прямую связь со столицей. С 1 апреля 1866 года управление станцией и движение по Кембриджской линии и далее до Лондона осуществляется железнодорожной компанией Great Northern.
17 июня 1963 года станция Харстон была закрыта, став, таким образом, жертвой «Топора Бичинга» — решения, принятого председателем британской государственной железнодорожной компании British Railways Ричардом Бичингом, о закрытии экономически нерентабельных железных дорог и станций.
В настоящее время от станции сохранилась лишь небольшая часть южной платформы, остальные станционные постройки до нашего времени не дошли.
Тем не менее, поскольку Кембриджская линия является важной магистралью, соединяющую Магистраль Восточного Побережья с Магистралью Западной Англии, и объем пассажирского движения по ней ежегодно возрастает, рассматривается перспектива восстановления станции на прежнем месте. Тем более, что станция будет также обслуживать жителей близлежащих деревень — Хокстон, Ньютон и Хаслингфилд.       